# David Yarrow
David Yarrow (1935) es un botánico y micólogo neerlandés que desarrolla actividades académicas en la Universidad de Utrecht.

## Algunas publicaciones
- j.p. van der Walt, daniel Yarrow. 1984. Methods for the isolation, maintenance, classification and identification of yeasts. En: The Yeasts: a taxonomic study, ed. Kreger-van Rij, N.J.W., pp. 45-104. Elsevier, Ámsterdam
- s.a. Meyer, d.g. Ahearn, daniel Yarrow. 1984. The genus Candida. En: The yeasts, a taxonomic study, 3ª ed. de Kreger-van Rij, N.J.W., pp. 585-844. Elsevier, Ámsterdam
- daniel Yarrow, s.a. Meyer. 1978. Proposal for amendment of the diagnosis of the genus Candida Berkhout nom. cons. - Int. J. syst. Bact. 28: 611-615.

### Libros
- j.a. Barnett, r.w. Payne, daniel Yarrow. 1990. Yeasts: characteristics and identification. 2ª ed. 1.002 pp. Cambridge Univ. Press, Cambridge

## Eponimia
Género
- (Dipodascaceae) Yarrowia Van der Walt & Arx[1]
- (Tremellaceae) Cryptococcus yarrowii Vuill.